# Xã Monroe, Quận Darke, Ohio
Xã Monroe (tiếng Anh: Monroe Township) là một xã thuộc quận Darke, tiểu bang Ohio, Hoa Kỳ. Năm 2010, dân số của xã này là 1.735 người.